# 妮古拉·塞尔方蒂尼
妮古拉·塞尔方蒂尼（英語：Nicola Cerfontyne，1987年9月12日—），英格蘭女子羽毛球運動員。

## 簡歷
2011年2月，妮古拉·塞尔方蒂尼在英格蘭全國羽毛球錦標賽贏得女單冠軍。

## 主要比賽成績
只列出曾進入準決賽的國際賽事成績：
| 年份   | 賽事                 | 公開賽級別 | 項目     | 成績   |
| ------ | -------------------- | ---------- | -------- | ------ |
| 2011年 | 克羅地亞羽毛球國際賽 | 國際系列賽 | 女子單打 | 準決賽 |
| 2012年 | 丹麥羽毛球國際賽     | 國際挑戰賽 | 女子單打 | 準決賽 |
| 2014年 | 羅馬尼亞羽毛球國際賽 | 國際系列賽 | 女子單打 | 準決賽 |
| 2017年 | 冰島羽毛球國際賽     | 國際系列賽 | 女子單打 | 準決賽 |

| 2007-2017年 | 首要超級賽 | 超級賽 | 黃金大獎賽 | 大獎賽 | 國際挑戰賽 | 國際系列賽 | 未來系列賽 | 其他 |

| 2018-2026年 | 總決賽 | 超級1000賽 | 超級750賽 | 超級500賽 | 超級300賽 | 超級100賽 | 國際挑戰賽 | 國際系列賽 | 未來系列賽 | 其他 |